# Darcy Campbell
Darcy Campbell (* 12. Mai 1984 in Airdrie, Alberta) ist ein ehemaliger kanadischer Eishockeyspieler, der im Verlauf seiner aktiven Karriere zwischen 2004 und 2014 unter anderem 115 Spiele in der American Hockey League (AHL) auf der Position des Verteidigers bestritten hat. Darüber hinaus absolvierte Campbell eine Partie für die Columbus Blue Jackets in der National Hockey League (NHL) und verbrachte eine Spielzeit bei den Eispiraten Crimmitschau in der 2. Eishockey-Bundesliga.

## Karriere
Darcy Campbell begann seine Karriere als Eishockeyspieler in der kanadischen Juniorenliga Alberta Junior Hockey League (AJHL), in der er von 2002 bis 2004 für die Canmore Eagles und Olds Grizzlys aktiv war. Anschließend spielte er drei Jahre lang für die Mannschaft der University of Alaska Fairbanks im Spielbetrieb der National Collegiate Athletic Association (NCAA), ehe der Verteidiger am 24. März 2007 als Free Agent einen Vertrag bei den Columbus Blue Jackets aus der National Hockey League (NHL) erhielt.
Für die Blzue Jackets gab er gegen Ende der Saison 2006/07 sein Debüt in der NHL. Dies blieb jedoch sein einziger Einsatz in der Liga. In der Saison 2007/08 spielte der Linksschütze stattdessen für deren Farmteam aus der American Hockey League (AHL), die Syracuse Crunch, ehe er am 22. Januar 2008 zusammen mit Philippe Dupuis im Tausch für Mark Rycroft an die Colorado Avalanche abgegeben wurde. Auch in seiner Zeit bei den Avalanche stand Campbell ausschließlich für deren AHL-Farmteam Lake Erie Monsters auf dem Eis, für die er in der Saison 2008/09 in 74 Spielen insgesamt 15 Scorerpunkte erzielte. Daraufhin wurde TPS Turku aus der finnischen SM-liiga auf den Kanadier aufmerksam und nahm ihn für die Spielzeit 2009/10 unter Vertrag. Im Januar 2010 wurde Campbell nach 33 Spielen für TPS vom tschechischen Extraligisten HC Slavia Prag verpflichtet.
Nach Saisonende kehrte er nach Nordamerika zurück und nahm im September 2010 am Trainingslager der San Antonio Rampage aus der AHL teil. Da ihn diese nicht unter Vertrag genommen hatten, entschied sich Campbell zu einem Engagement bei den Rio Grande Valley Killer Bees aus der Central Hockey League (CHL). In der Saison 2010/11 war er mit 62 Punkten in 60 Spielen der regulären Saison erfolgreichster Verteidiger der Liga und wurde zum Saisonende ins All-CHL Team gewählt. Im August 2011 erhielt er einen Vertrag bei den Chicago Express aus der ECHL. Für die folgende Spielzeit wurde Campbell von den Eispiraten Crimmitschau aus der 2. Bundesliga verpflichtet. Im Sommer 2013 folgte der Wechsel zum HC Pustertal in die italienische Serie A. Dort beendete der 30-Jährige seine aktive Karriere.

## Erfolge und Auszeichnungen
| - 2003 Teilnahme am AJHL All-Star Game - 2003 AJHL South All-Rookie Team - 2004 Teilnahme am AJHL All-Star Game | - 2004 AJHL South First All-Star Team - 2011 All-CHL Team - 2014 Italienischer Vizemeister mit dem HC Pustertal |

## Karrierestatistik
(Legende zur Spielerstatistik: Sp oder GP = absolvierte Spiele; T oder G = erzielte Tore; V oder A = erzielte Assists; Pkt oder Pts = erzielte Scorerpunkte; SM oder PIM = erhaltene Strafminuten; +/− = Plus/Minus-Bilanz; PP = erzielte Überzahltore; SH = erzielte Unterzahltore; GW = erzielte Siegtore; 1 Play-downs/Relegation; Kursiv: Statistik nicht vollständig)